# Gabia destructor
Gabia destructor är en stekelart som beskrevs av André Seyrig 1952. Gabia destructor ingår i släktet Gabia och familjen brokparasitsteklar. Inga underarter finns listade i Catalogue of Life.